# Andrenosoma rubida
Andrenosoma rubida är en tvåvingeart som beskrevs av Samuel Wendell Williston  1901. Andrenosoma rubida ingår i släktet Andrenosoma och familjen rovflugor. Inga underarter finns listade i Catalogue of Life.